# Municipio de Galesburg (Kansas)
El municipio de Galesburg (en inglés: Galesburg Township) es un municipio ubicado en el condado de Kingman en el estado estadounidense de Kansas. En el año 2010 tenía una población de 218 habitantes y una densidad poblacional de 2,37 personas por km².

## Geografía
El municipio de Galesburg se encuentra ubicado en las coordenadas 37°41′34″N 97°58′10″O / 37.69278, -97.96944. Según la Oficina del Censo de los Estados Unidos, el municipio tiene una superficie total de 92.15 km², de la cual 91,92 km² corresponden a tierra firme y (0,25 %) 0,23 km² es agua.

## Demografía
Según el censo de 2010, había 218 personas residiendo en el municipio de Galesburg. La densidad de población era de 2,37 hab./km². De los 218 habitantes, el municipio de Galesburg estaba compuesto por el 92,2 % blancos, el 0,46 % eran amerindios, el 2,75 % eran de otras razas y el 4,59 % eran de una mezcla de razas. Del total de la población el 6,88 % eran hispanos o latinos de cualquier raza.